# Parti national du travail (Irlande)
Le Parti national du travail (en anglais : National Labour Party, en irlandais : Páirtí Náisiúnta an Lucht Oibre) est un parti politique irlandais actif entre 1944 et 1950. Il est fondé en 1944 à partir d'une faction rebelle du Parti travailliste, inspiré par l'intransigeance de la direction sortante de l'Irish Transport and General Workers' Union (ITGWU) contre la majorité du parti.
La scission du Parti travailliste est précédée de divisions dans le mouvement ouvrier au sens large, en particulier le Syndicat irlandais des transports et des travailleurs généraux sous William O'Brien et le Syndicat des travailleurs d'Irlande sous James Larkin. Larkin rejoint le parti en 1941, et deux ans plus tard, il estnommé par la branche nord-est de Dublin du Parti travailliste pour participer aux élections générales de 1943. Le Conseil d'administration du parti national, majoritairement composé de membres de l'ITGWU, refuse de ratifier cette nomination. Cependant, le parti de Dublin et les candidats basés à Dublin soutient Larkin, tout comme le leader travailliste William Norton, et finalement Larkin est un candidat travailliste victorieux. Lorsque la faction ITGWU demande l'expulsion des fonctionnaires de Dublin pour se venger, elle est mise en déroute. Deux semaines plus tard, l'ITGWU se désaffilie du Parti travailliste. Cinq des huit députés parrainés par le syndicat démissionnent du parti parlementaire pour former le National Labour Party, dirigé par William O'Brien et James Everett.
Il y a beaucoup d'amertume entre les deux parties. L'ITGWU affirme que les communistes ont pris le contrôle du Parti travailliste de Dublin. La presse catholique soutient les allégations de l'ITGWU, qui sont fondées sur les activités communistes de James Larkin dans des groupes comme l'Irish Worker League. Le nombre de communistes dans le mouvement augmente depuis 1941, lorsque le Parti communiste d'Irlande est dissous et que ses membres rejoignent le mouvement travailliste. Sur la base du soutien des travailleurs conservateurs, le Parti travailliste national remporte quatre sièges aux élections de 1944 et cinq sièges aux élections de 1948. Après ces dernières élections, le Parti travailliste national entre dans le premier gouvernement interpartis contre la volonté de l'ITGWU. Le National Labour est représenté au niveau du cabinet par James Everett, désormais son chef, et le parti est donc obligé de travailler avec plusieurs partenaires de la coalition, dont le Parti travailliste. La coopération au gouvernement, la retraite d'O'Brien et la mort de Larkin  éliminent les causes d'animosité du mouvement ouvrier. En 1950, le National Labour Party se replie sur le Labour.

## Candidats aux élections
| Election                    | Circonscription      | Candidat       | % en première préférence | %    |
| --------------------------- | -------------------- | -------------- | ------------------------ | ---- |
| Élections générales de 1944 | Kerry North          | Dan Spring     | 8,429                    | 24.7 |
| Élections générales de 1944 | Kilkenny             | James Pattison | 6.239                    | 21.7 |
| Élections générales de 1944 | Wexford              | John O'Leary   | 6,864                    | 15.9 |
| Élections générales de 1944 | Wicklow              | James Everett  | 4,992                    | 19.2 |
| Élections générales de 1948 | Carlow–Kilkenny      | James Pattison | 4,707                    | 10.3 |
| Élections générales de 1948 | Cork Borough         | James Hickey   | 4,507                    | 10.0 |
| Élections générales de 1948 | Dublin North-Central | George Walker  | 271                      | 1.1  |
| Élections générales de 1948 | Dublin North-East    | Frank Robbins  | 476                      | 1.1  |
| Élections générales de 1948 | Dublin North-East    | Seán O'Moore   | 440                      | 1.0  |
| Élections générales de 1948 | Kerry North          | Dan Spring     | 5,877                    | 16.3 |
| Élections générales de 1948 | Wexford              | John O'Leary   | 5,513                    | 13.1 |
| Élections générales de 1948 | Wicklow              | James Everett  | 4,834                    | 18.3 |

## Résultats aux élections générales
| Election                    | Sièges gagnées | ± | Position | % en première préférence | %    | Gouvernement                  | Leader        |
| --------------------------- | -------------- | - | -------- | ------------------------ | ---- | ----------------------------- | ------------- |
| Élections générales de 1944 | 4 / 138        | 4 | 5e       | 32,732                   | 2.7% | Opposition                    | James Everett |
| Élections générales de 1948 | 5 / 147        | 1 | 6e       | 34,015                   | 2.6% | Coalition (FG-LP-CnP-CnT-NLP) | James Everett |